# Zele cristula
Zele cristula är en stekelart som beskrevs av Sharma 1985. Zele cristula ingår i släktet Zele och familjen bracksteklar. Inga underarter finns listade i Catalogue of Life.